# Martin Stropnický
Martin Stropnický (* 19. prosince 1956 Praha) je český herec, diplomat, politik, spisovatel a režisér.
V roce 1989 podepsal petici Několik vět. V roce 1980 vystudoval Divadelní fakultu AMU, obor herectví, a v roce 1991 Diplomatickou akademii ve Vídni. Od roku 1990 začal pracovat na Ministerstvu zahraničních věcí, v letech 1993–1994 pak působil jako velvyslanec ČR v Portugalsku, v rozmezí 1994–1997 jako velvyslanec v Itálii, v 1999–2002 jako velvyslanec ČR u Svatého stolce s akreditací u Svrchovaného řádu Maltézských rytířů a v Republice San Marino a v letech 2018 až 2023 jako velvyslanec ČR v Izraeli. Jako diplomat byl vyznamenán dvěma rytířskými řády, papežským Řádem Pia IX. a italským Řádem rytíře Velkého kříže.
V roce 1998 byl jako nestraník jmenován ministrem kultury ČR v úřednické vládě Josefa Tošovského. V říjnu 2013 byl za hnutí ANO zvolen poslancem Poslanecké sněmovny Parlamentu. Od ledna 2014 do prosince 2017 byl ministrem obrany ČR v Sobotkově vládě, od prosince 2017 do června 2018 byl místopředsedou vlády a ministrem zahraničních věcí ČR v první Babišově vládě, od února 2017 pak byl místopředsedou ANO. Na přelomu září a října 2018 rezignoval na funkce poslance Poslanecké sněmovny PČR i místopředsedy ANO, jelikož se stal velvyslancem ČR v Izraeli.
V březnu 2003 se stal uměleckým šéfem Divadla na Vinohradech, tuto funkci zastával do konce dubna roku 2012. V roce 2003 obdržel od Herecké asociace za svou roli Howarda Katze ve stejnojmenné divadelní hře Patricka Marbera Cenu Thálie pro mimořádný jevištní výkon, kdy porazil favorizovaného Jana Třísku, nominovaného pro jeho roli Krále Leara.

## Životopis
Během dětství pobýval s rodiči a sestrou Irenou, která je dnes překladatelka a tlumočnice, v Itálii a Turecku, kde navštěvoval francouzské lyceum v Ankaře. Střední školu zakončil maturitou na Gymnáziu Jana Nerudy na Malé Straně v Praze. Poté vystudoval Divadelní fakultu AMU (1976–1980), aby následně nastoupil do angažmá v Městských divadlech pražských. V roce 1986 se stal členem činohry Divadla na Vinohradech v Praze, kde setrval až do sametové revoluce.
Podepsal Několik vět Charty 77.
Po sametové revoluci začal pracovat od roku 1990 na Ministerstvu zahraničních věcí ČSFR, kde působil v pozici diplomata až do roku 2002. V letech 1990–1991 absolvoval Diplomatickou akademii ve Vídni. Na ministerstvu zahraničí se stal ředitelem sekce kulturních styků. Poté působil jako velvyslanec České republiky postupně v Portugalsku (1993–1994) a Itálii (1994–1997). V letech 1999–2002 byl jmenován opět českým velvyslancem, tentokrát u Svatého stolce s akreditací u Svrchovaného řádu Maltézských rytířů a v Republice San Marino. v letech 2018–2023 byl velvyslancem ČR v Izraeli.
V roce 2003 obdržel od Herecké asociace za svou roli Howarda Katze ve stejnojmenné divadelní hře Patricka Marbera Cenu Thálie.
Je nositelem dvou rytířských řádů, papežského Řádu Pia IX. a italského Řádu rytíře velkokříže.
Mluví anglicky, francouzsky a italsky, pasivně německy, rusky a portugalsky.

### Soukromý život
Poprvé se oženil krátce po absolvování DAMU. S absolventkou FAMU, textařkou a scenáristkou Lucií Stropnickou rozenou Borovcovou (* 1956) se oženil dvakrát, jejich druhé manželství skončilo definitivním rozchodem v roce 2005. Mají tři děti – Matěje, Annu a Františku, která je herečka a studuje na Mezinárodní konzervatoři Praha obor Muzikál.
Potřetí byl ženatý s herečkou Veronikou Žilkovou – Stropnickou, s níž má dceru Kordulu Stropnickou. Jejich druhé dítě byl Melichar Stropnický (* 14. května 2007 – 27. listopadu 2007).
V roce 2022 oznámili s Veronikou Žilkovou rozchod, rozvod byl formálně dokončen v červnu 2023.

## Politické působení

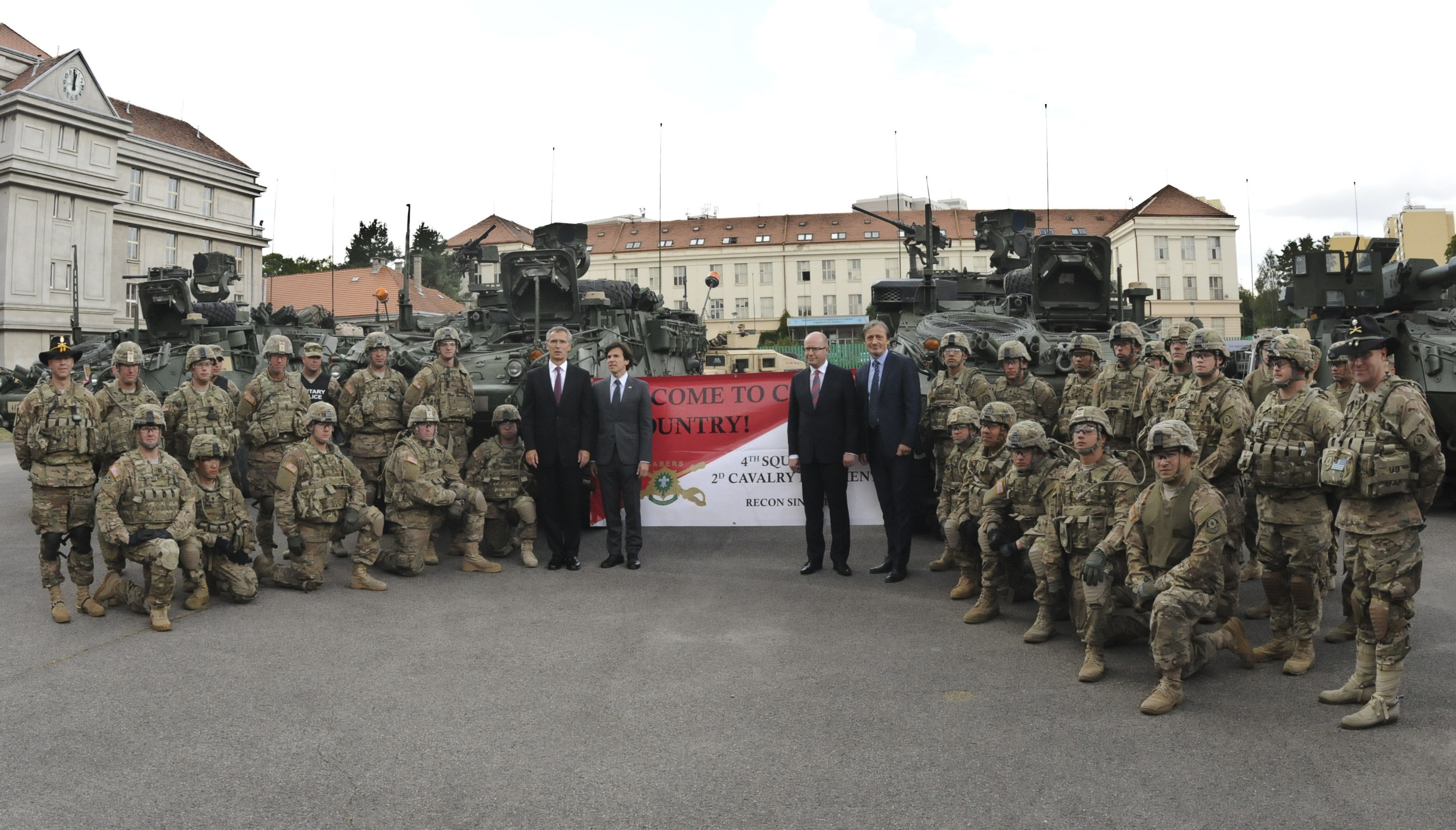
Ministr obrany Stropnický, premiér Sobotka, gen. tajemník NATO Stoltenberg a americký velvyslanec Schapiro vítají 8. září 2015 v Praze americké vojáky

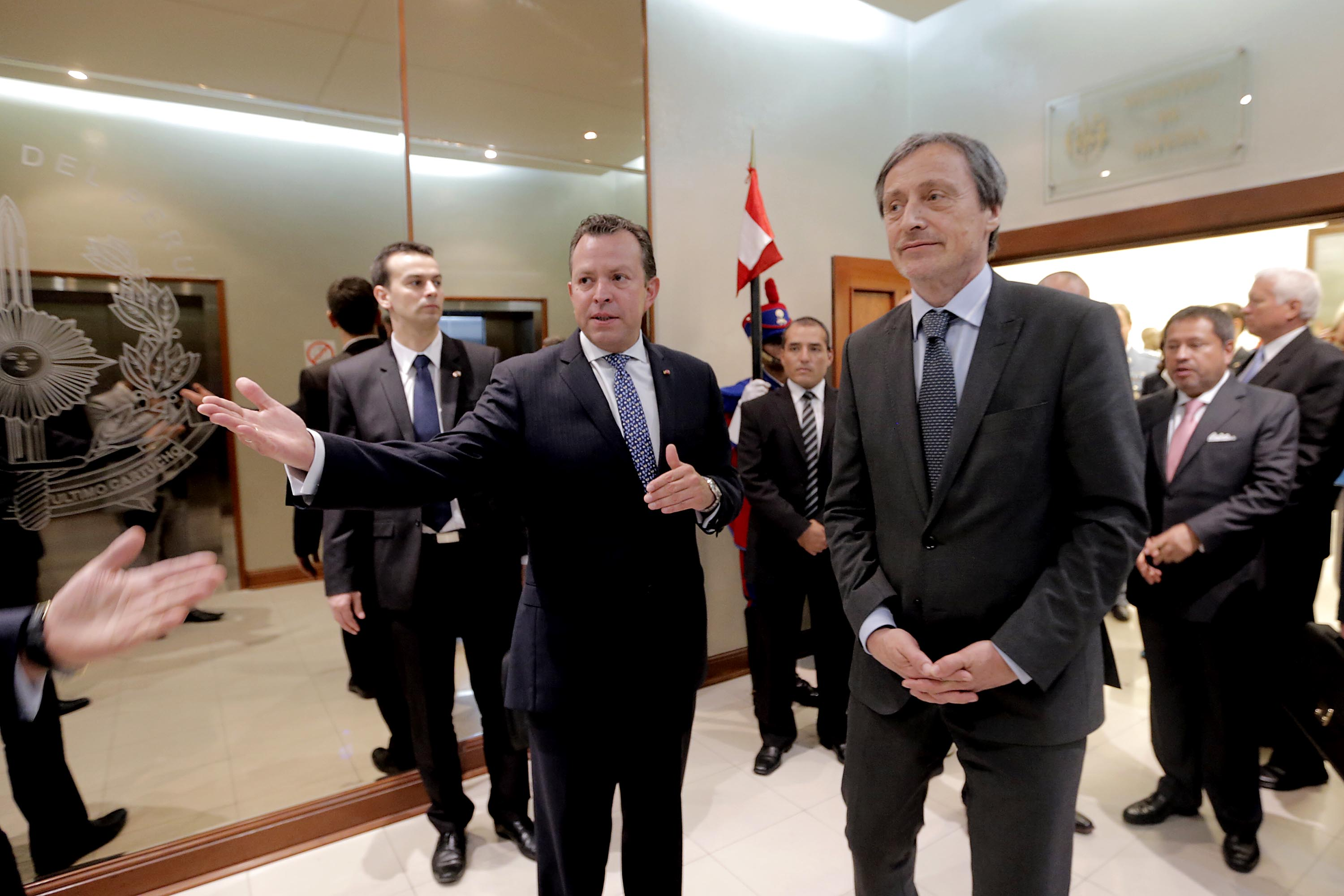
Stropnický a ministr obrany Peru, 15. března 2013

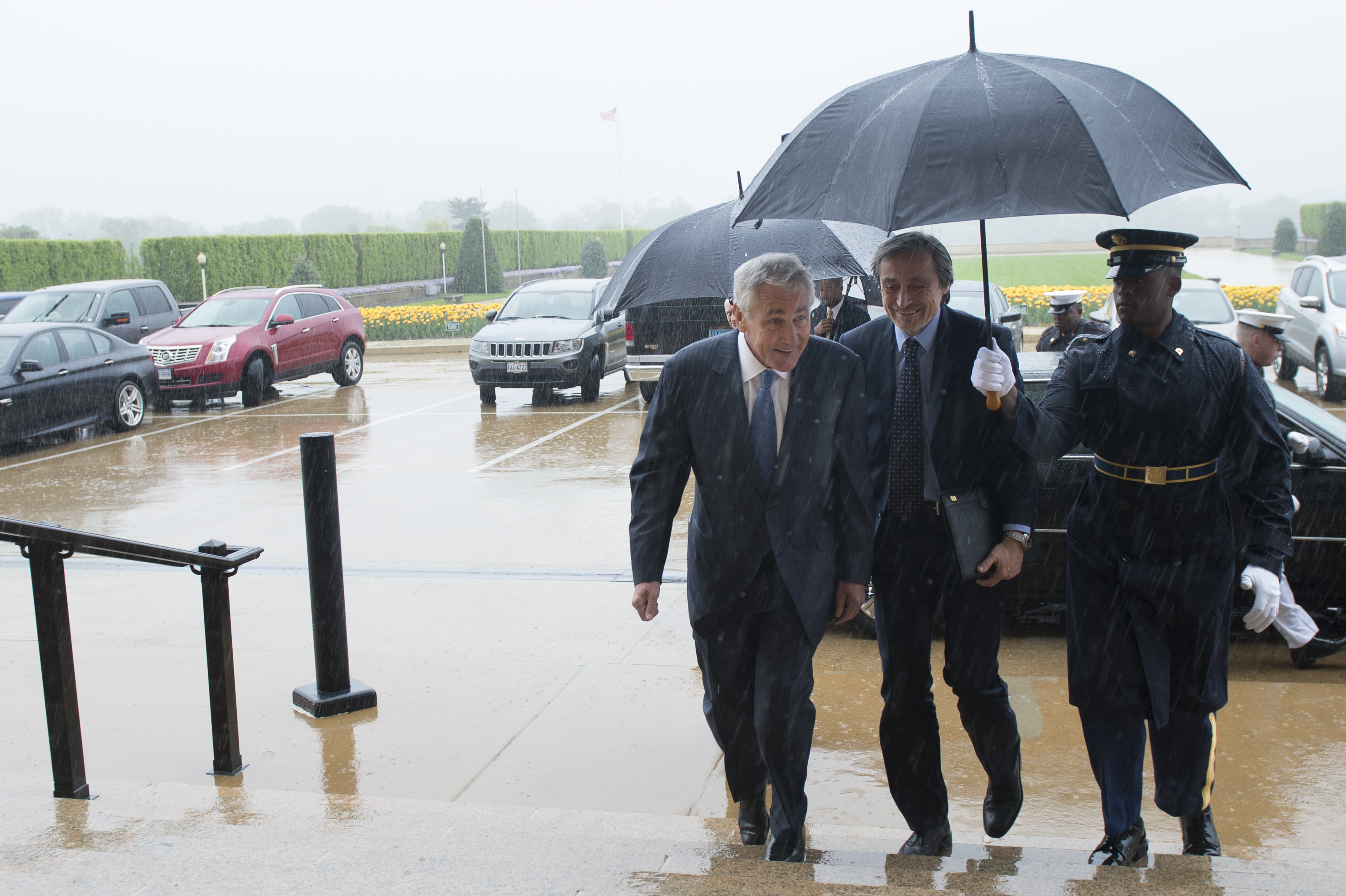
Stropnický a americký ministr obrany Chuck Hagel v Pentagonu, 29. dubna 2014

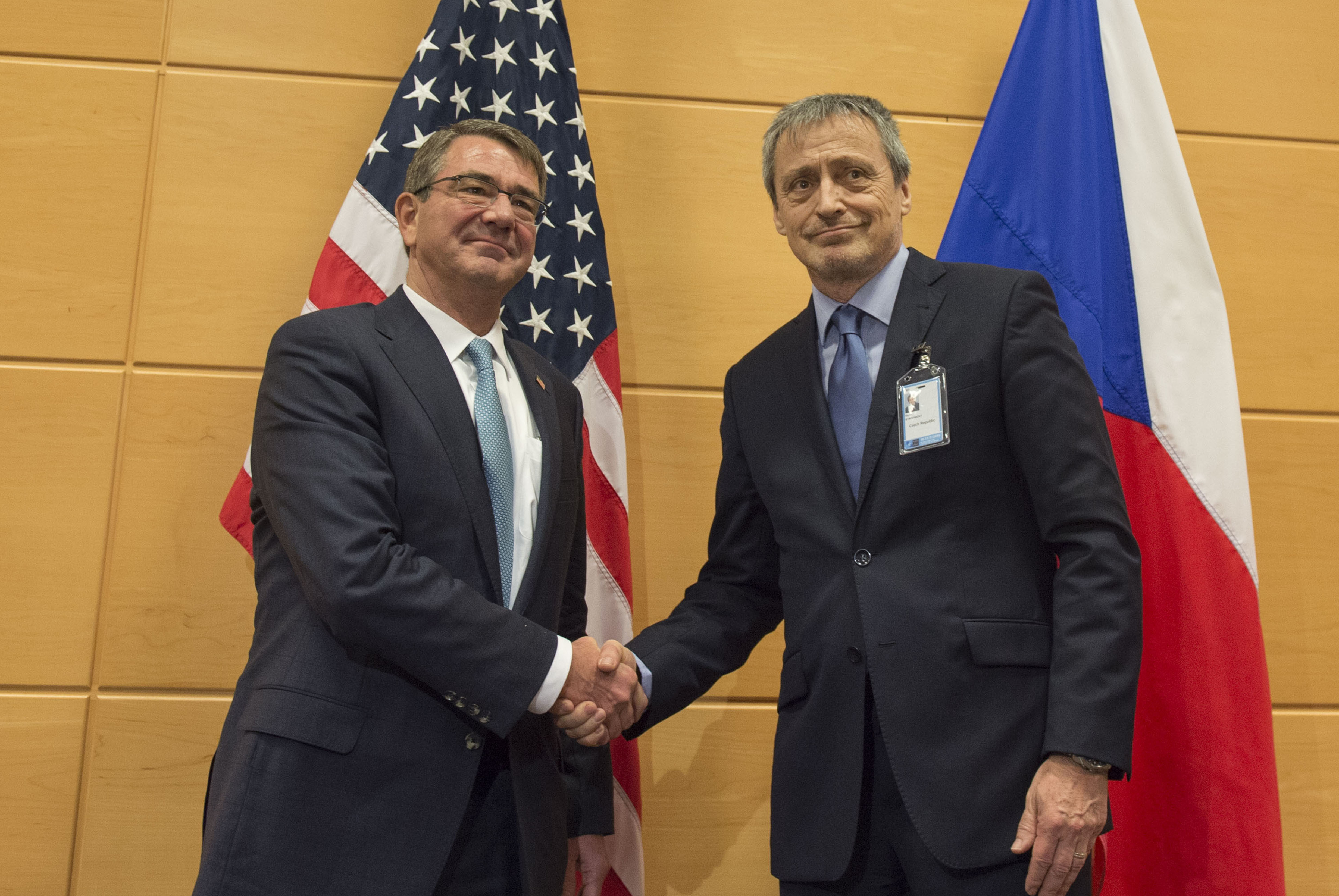
Stropnický a americký ministr obrany Ashton Carter v sídle NATO v Bruselu, 9. února 2016

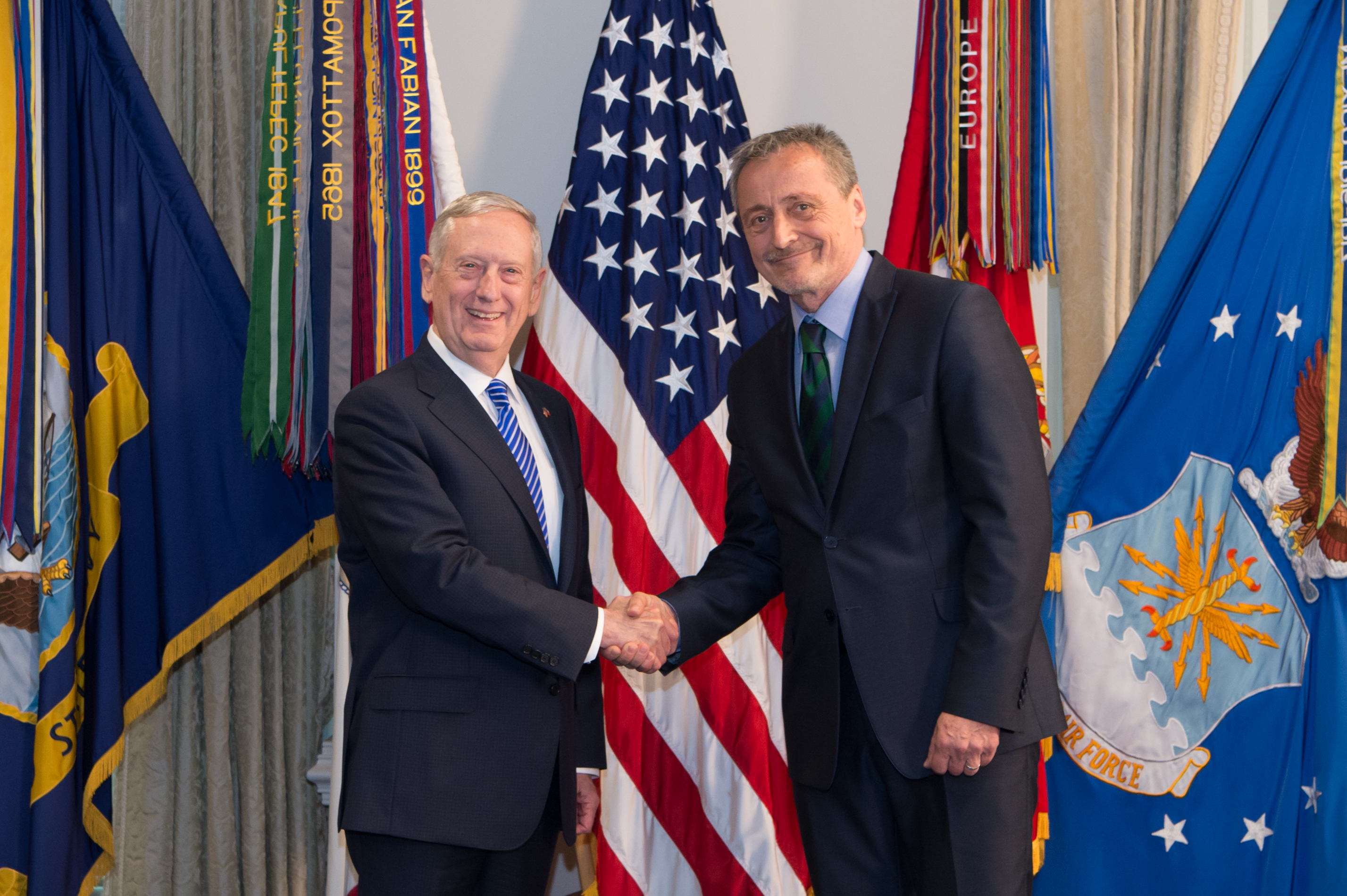
Stropnický a americký ministr obrany James Mattis v Pentagonu, 2. května 2017

V roce 1998 byl krátce ministrem kultury ČR v úřednické vládě Josefa Tošovského.
Na konci června 2013 vstoupil do hnutí ANO, do té doby byl bez stranické příslušnosti, ale dle svých slov měl vždy blízko k Unii svobody a Straně zelených, s jejichž členy ho pojilo přátelství.
Ve volbách do Poslanecké sněmovny PČR v roce 2013 úspěšně kandidoval v Jihomoravském kraji jako lídr hnutí ANO. V lednu 2014 se stal kandidátem ANO na post ministra obrany ve vládě Bohuslava Sobotky. Dne 29. ledna 2014 byl do této funkce jmenován. V roce 2015 se původně ucházel o post prvního místopředsedy ANO, později se však této kandidatury vzdal (stejně jako kandidatury na řadového místopředsedu). Nakonec byl na III. sněmu ANO na konci února 2015 zvolen členem předsednictva hnutí (získal 141 hlasů ze 186 možných, tj. 76 %). Na dalším sněmu v únoru 2017 byl zvolen místopředsedou ANO, získal 174 hlasů.
Ve volbách do Poslanecké sněmovny PČR v roce 2017 byl lídrem hnutí ANO v Praze. Získal 18 449 preferenčních hlasů a obhájil tak mandát poslance. Na přelomu listopadu a prosince 2017 se stal kandidátem na posty místopředsedy první vlády Andreje Babiše a ministra zahraničních věcí ČR. Dne 13. prosince 2017 jej prezident Miloš Zeman do těchto funkcí jmenoval, zároveň tak skončil na pozici ministra obrany ČR v Sobotkově vládě. Po Cyrilu Svobodovi se tak stal druhým ministrem v historii vlád samostatné České republiky, jenž vedl tři různá ministerstva.
V březnu 2018 v reakci na propuštění zadrženého představitele kurdské politické strany PYD, kterou Turecko považuje za teroristickou organizaci, obvinil turecký prezident Recep Tayyip Erdoğan Českou republiku z podpory terorismu. Erdoğan prohlásil: „Toto propuštění Českou republiku dostalo do postavení země podporující terorismus... Propuštění vůdce teroristů znamená podporovat terorismus.“ Ministr zahraničí Stropnický na obvinění České republiky z podpory terorismu nijak nereagoval, předtím ale prohlásil, že Česká republika nevymění kurdského politika za dva české občany vězněné v Turecku.
Stropnický obdržel otevřený dopis nezávislého spolku Mladí zelení, který ho žádal, aby jako ministr zahraničí ČR odsoudil tureckou invazi do Afrínu v Sýrii, která začala v lednu 2018 a je namířena proti syrským Kurdům, protože „Turecko, členský stát NATO a formálně spojenec České republiky, útočí na Afrín pod lživou záminkou ochrany svých hranic před teroristy, kteří údajně působí v této oblasti.“
V květnu 2018 oznámil, že jakmile vznikne nová vláda, hodlá v české politice skončit. Následně se stal velvyslancem ČR v Izraeli. Dne 27. června 2018 skončil ve funkcích místopředsedy vlády a ministra zahraničních věcí ČR v první Babišově vládě, jelikož byla jmenována druhá Babišova vláda.
Dne 1. října 2018 rezignoval na funkci poslance Poslanecké sněmovny PČR a o den dříve i na post místopředsedy hnutí ANO, jelikož se stal velvyslancem ČR v Izraeli.
Martin Stropnický měl být kandidátem ANO v prezidentských volbách 2023, nakonec si ale svou kandidaturu rozmyslel.
Ke konci července 2023 ukončil své působení na postu velvyslance ČR v Izraeli, zanikl i jeho pracovní poměr na Ministerstvu zahraničních věcí ČR. Opět se spekulovalo o jeho návratu do politiky a zapojení se do voleb do Evropského parlamentu v červnu 2024 či do voleb do Senátu PČR na podzim 2024. Ani jedno se nestalo. V říjnu 2024 pak uvedl, že v závěru svého působení na postu velvyslance také vystoupil z hnutí ANO.

## Politické postoje
V roce 2008 Stropnický uvedl, že když Rusko tvrdí „ne“, tak pro něho je to důvod říct „ano“. Stropnický byl stoupencem stavby amerického radaru v Brdech. Jeho syn Matěj Stropnický o svém otci v dubnu 2008 řekl, že má nekritický postoj ke Spojeným státům a pokřivila ho normalizace.
Stropnický podpořil v roce 2015 průjezd ozbrojeného konvoje americké armády v rámci operace Dragoon Ride, který se vracel z Estonska přes Českou republiku na domovskou základnu v Německu, a prohlásil: „Průjezd amerického konvoje bude důkazem alianční jednoty a zároveň to bude to nejmenší, čím můžeme přispět.“
Stropnický prohlásil v listopadu 2016, několik měsíců po pokusu o vojenský převrat v Turecku, že EU by měla být vstřícná k požadavkům Turecka, a podpořil dohodu mezi členskými státy EU a Tureckem, která má přispět ke zmírnění nekontrolovaného toku migrantů do Evropy.
Podle Stropnického se Rusko snaží o destabilizaci Evropy a „utrácí neuvěřitelné částky na dezinformační kampaň ve střední Evropě.“ V reakci na evropskou migrační krizi v roce 2015 Stropnický prohlásil, že má od maďarského ministra obrany informace o tom, že Rusko organizuje a financuje převoz uprchlíků přes Balkán. To maďarský ministr obrany i ruská vláda striktně popřeli, ale Stropnický totéž opakovaně tvrdil.
Stropnický označil Saúdskou Arábii za „velmi důležitého hráče na Blízkém východě“ a podpořil armádní a zbrojní spolupráci mezi Saúdskou Arábií a ČR. Sympatizuje s Izraelem a „byl osobně dvakrát v Jeruzalémě na společném zasedání“ české a izraelské vlády. V reakci na smrt více než 50 Palestinců při protestech proti stěhování americké ambasády do Jeruzaléma, jehož východní část Izrael v rozporu s mezinárodními dohodami fakticky anektoval v roce 1980 tzv. Jeruzalémským zákonem, Stropnický prohlásil, že Palestinci byli Izraelem varováni, aby se nepokoušeli narušovat hranici, a „věděli, že si budou zahrávat s ohněm“. Za hlavní hrozbu v regionu považuje Írán a označil za „pozitivní posun“ sbližování mezi Saúdskou Arábií a Izraelem, které je namířeno proti Íránu.

## Filmografie

### Herecká filmografie
- 1975 – Tak láska začíná...  (Dušan Prejza)
- 1975 – Plavení hříbat  (strážmistr VB)
- 1976 – Smrt mouchy (Berger)
- 1978 – Rovnice o jedné krásné neznámé
- 1978 – Slečna Rajka [TV film]
- 1978 – Mapa zámořských objevů (student Bárta) [TV film]
- 1978 – Já jsem Stěna smrti
- 1979 – Theodor Chindler - Die Geschichte einer deutschen Familie (Potěmkin) [TV film]
- 1979 – Poslední koncert (1 hudebník) [TV film]
- 1979 – Nositelé zeměkoule [TV film]
- 1979 – Inženýrská odysea (Tomášek, mladík z dětského domova) [TV seriál]
- 1980 – Pohoří královny Maud [TV film]
- 1980 – Pastýřská pohádka (Ondra) [TV film]
- 1980 – Koncert (Roman)
- 1980 – Černé světlo
- 1980 – Džungle před tabulí [TV film]
- 1981 – Škola hrou [TV film]
- 1981 – Poručík Petr (poručík Petr) [TV seriál]
- 1981 – Chudák muzika (komediant Horác) [TV film]
- 1981 – A na konci je začátek (režisér Čížek)
- 1982 – O neopětované lásce
- 1982 – Malý velký hokejista (pionýrský vedoucí)
- 1983 – Propast (Honza) [TV film]
- 1983 – Návštěvníci (muž z budoucnosti) [TV seriál]
- 1984 – Tlustý pradědeček [TV film]
- 1984 – Sen noci svatojanské (Lysandr) [divadelní záznam]
- 1984 – O nosaté čarodějnici (kuchtík) [TV film]
- 1984 – Kariéra (Tomáš Bayer)
- 1984 – Imilla
- 1984 – Honza a tři zakleté princezny (Honza) [TV film]
- 1985 – Slavné historky zbojnické – díl Trestanec Salvador (sluha Pierre) [TV seriál]
- 1985 – Podivná znamení, podivní hosté (mimozemšťan pilot) [TV film]
- 1985 – O Honzovi a princezně Dorince (Honza) [TV film]
- 1985 – Boj o Moskvu - Agrese (poručík)
- 1986 – Zikmund, řečený šelma ryšavá (kníže Celjský) [TV film]
- 1986 – Záhada zamčeného pokoje (Gustavsson) [TV film]
- 1986 – Vánoční Růženka [TV film]
- 1986 – Preceptor [TV film]
- 1986 – Pojďte s námi mezi bohy (Prometheus) [TV film]
- 1986 – Návštěvní hodiny [TV film]
- 1986 – Moře nikdy neuvidím [TV film]
- 1986 – Hrdlička [TV film]
- 1986 – Philippe de Monte - Zdrženlivý vlám
- 1987 – Nepolepšitelný starý muž (Alexander) [TV seriál]
- 1987 – Motovidla [TV film]
- 1987 – Krvavá svatba [divadelní záznam]
- 1987 – Hauři (Mirek, Pavlův kolega)
- 1987 – Ať přiletí čáp, královno! (rybář Janek) [TV film]
- 1988 – Svědek času (František Palacký) [TV film]
- 1988 – Případ se psem [TV film]
- 1988 – O čem sní mladé dívky (Honza) [TV film]
- 1988 – Jen ty a já [TV film]
- 1988 – Cirkus Humberto – díl Návrat (mladý Vendelín Malina) [TV seriál]
- 1988 – Bude řeč o penězích [TV film]
- 1989 – Vampýr (Bob) [TV film]
- 1989 – Případ pro zvláštní skupinu [TV seriál]
- 1989 – Jedno jaro v Paříži aneb Krvavá Henrieta [divadelní záznam]
- 1989 – Člověk proti zkáze
- 1990 – Dobrodružství kriminalistiky – díl První detektivní sbor (chytač zlodějů Stephen McDaniel) [TV seriál]
- 1990 – Zlatý ostrov [TV film]
- 1990 – Démantový déšť (Irius) [TV film]
- 1991 – F - E - D - A [TV film]
- 1992 – Vilík ucho sem, ucho tam [TV seriál]
- 2003 – PF 77 (profesor Nádvorník) [TV film]
- 2004 – Všichni musí zemřít (podplukovník Kadlec) [TV film]
- 2004 – Non Plus Ultras
- 2004 – Náměstíčko (truhlář Vojtěch Antonín) [TV seriál]
- 2004 – Křesadlo (hrabě Alfonso)[TV film]
- 2004 – Kouzelný přítel [TV film]
- 2004 – Bolero (major Hrazdíra)
- 2004 – Agentura Puzzle: Strach [TV film]
- 2004 – Agentura Puzzle: Přízrak [TV film]
- 2004 – Agentura Puzzle: Pohřeb [TV film]
- 2005 – Pohádka o houslích a viole (král Hjalmar) [TV film]
- 2005 – On je žena! (moderátor Leo Rohan) [TV seriál]
- 2005 – Jasnovidec [TV film]
- 2006 – Poslední sezona – díl První díl (Krása, prezident Olympu) [TV seriál]
- 2007 – Hraběnky (manžel starostky Vít) [TV seriál]
- 2008–2012 – Kriminálka Anděl – 1.–3. řada (major Ivan Tomeček) [TV seriál][47]
- 2009 – Ženy mého muže (Daniel Hodál)
- 2009 – Višňový sad (Lopachin, podnikatel) [divadelní záznam]
- 2011 – Santiniho jazyk (kunsthistorik Roman Rops) [TV film]
- 2012 – Ztracená brána (děkan filosofie) [TV film]
- 2012 – Vrásky z lásky (ředitel divadla)
- 2012 – Setkání s hvězdou: Dagmar Havlová – povídka Klára (Jindřich) [TV film]
- 2013 – Jedlíci aneb Sto kilo lásky (primář)
- 2014 – Babovřesky 2 (trenér Filip)
- 2014 – Cyrano!! Cyrano!! Cyrano!! (Cyrano de Bergerac) [divadelní záznam]
- 2014 – Kriminálka Anděl IV (major Ivan Tomeček, později plukovník) [TV seriál][47]

### Dokumentární
- 2003 – Pokračování příště
- 2004 – Pavučina - životní osudy Štěpána Trochty
- 2008 – 13. komnata Veroniky Žilkové
- 2009 – Ako vznikol film Ženy môjho muža
- 2015 – Koncert ke Dni vítězství

### TV pořady
- 1984 – Zpívánky
- 1985 – Studio B
- Úsměvy
- 1998 – Nikdo není dokonalý
- 1998 – DO-RE-MI
- 2002 – Banánové rybičky – díl Jak přežít chmury
- 2003 – Krásný ztráty
- 2004 – Ceny Thálie 2003
- 2004 – Nedošli do finále
- 168 hodin
- Maxi Clever
- Interview B.T.
- 2008 – Burianův den žen s Agátou Hanychovou
- 2008 – Po stopách hvězd: Jiřina Jirásková
- 2008 – Top star magazín
- 2009 – Top star magazín
- 2010 – Top star magazín
- 2011 – VIP zprávy
- 2011 – Show Jana Krause
- 2011 – VIP Prostřeno!
- 2012 – Živě na jedničce
- 2012 – Zrcadlo tvého života
- 2012 – Na forbíně TM
- 2012 – Koule
- 2012 – Dobrý večer, Česko!
- 2013 – Zázraky přírody
- 2013 – Polívka na víně

### Dabing
- 198× – TV seriál Robin Hood – Tom Fry (Allan)
- 198× – TV seriál Komisař Moulin – Jean-François Calvé (Jean-Marie Liévant)
- 198× – TV seriál Chobotnice – Massimo Bonetti (Leo De Maria)
- 1981 – TV seriál Profesionálové – díl V poslední chvíli – dabing ČST – Christopher Ellison (Paul Coogan)
- 1982 – TV film Policejní inspektorka – Philippe Caubère (Abbé Hennig)
- 1983 – TV film Zelený led – Enrique Novi (poručík pobřežní hlídky)
- 1984 – TV seriál Jemima Shorová pátrá – díly 1.–2. Záhada bílé ložnice – Stephen Mann (Adam)[48]
- 1985 – TV film Legitimní násilí – Christopher Lambert (Jockey)
- 1985 – TV seriál Profesionálové – díl Muž bez minulosti – dabing ČST – John Castle (Crabbe)
- 1985 – TV seriál Marco Polo – Jesse Dizon (Tibetský mnich)
- 1985 – TV seriál Hrabě Monte Cristo – Patrick Laplace (Albert de Moncerf)
- 1986 – TV seriál Inspektor Regan – John Nolan (Bernie Conway)
- 1986 – TV seriál Buď zdráv, šampione! – Philippe Klébert (Muller)
- 1986 – TV film Rybářská loď – dabing ČST – Pete Lee-Wilson (Carry)
- 1986 – TV film Nebezpečná stopa – Alain Noury (Reper)
- 1986 – TV film Korunní svědek – dabing ČST – Horst Buchholz (Bruno Heinz Korchinsky)
- 1986 – TV film Katka[49]
- 1986 – TV film Brubaker – Harry Groener (dr. Campbell)[50]
- 1987 – TV seriál Profesionálové – díl Nebezpeční svědkové – dabing ČST – John Castle (Tommy)
- 1987 – TV seriál Místo činu – díl Nevěra – Rainer Goernemann (asistent Matthes)
- 1987 – TV seriál Místo činu – díl Hotová věc – Reiner Schöne (Dr. Pechelt)
- 1988 – TV film Zubaté ostří – Marshall Colt (Bobby Slade)
- 1988 – TV film Návrat domů – dabing ČST – Bruce Dern (Bob Hyde)
- 1989 – TV film Vražda na úrovni – dabing ČST – Donald Sutherland (Robert Lees)
- 1989 – TV seriál Muž bez domova – Peter Capaldi (John)
- 199× – TV film Sněhurka a jak to bylo dál – Jonathan Harris (Slunečnice)
- 1990 – TV film Smrt obchodního cestujícího – dabing ČST – John Malkovich (Biff)
- 1990 – TV film Cesta zhýčkaného dítěte – Richard Anconina (Albert Duvivier)
- 1990 – TV film Příběh[51]
- 1991 – TV film Plevel – dabing ČST – Joe Mantegna (Carmine)
- 200× – TV film Dobrodružství Arsena Lupina – dabing ČT – Robert Lamoureux (Arsène Lupin)
- 200× – TV film Nepříznivý Saturn
- 2001 – TV film Lawrence z Arábie – dabing ČT – Peter O'Toole (T.E. Lawrence)
- 2003 – TV film Tři mušketýři – dabing ČT – Georges Marchal (D'Artagnan)
- 2003 – TV film Ragtime – dabing Nova – Howard E. Rollins Jr. (Coalhouse Walker Jr.)
- 2003 – TV film Ještě na to máme! – dabing ČT – Boyd Gaines (Pete Danforth)
- 2003 – TV film Dobrodružství Arsena Lupina – Robert Lamoureux (André Laroche / Arsène Lupin / Aldo Parolini)[52]
- 2003 – TV film Jízda s ďáblem – dabing ČT – Jim Caviezel (Black John)[53]
- 2006 – TV seriál Prokletí králové[54]
- 2006 – TV film Félix a Rose - Láska po francouzsku – dabing ČT – Jean Reno (Félix)
- 2006 – TV film Díky za čokoládu – dabing ČT – Jacques Dutronc (André Polonski)
- 2007 – TV seriál Závody v dobývání vesmíru – Richard Dillane (Werner Von Braun)
- 2008 – TV film Příběh o Zoufálkovi – Christopher Lloyd (Hosvit)
- 2008 – TV film Letopisy Narnie: Princ Kaspian – Sergio Castellitto (Miraz)
- 2008 – TV film Hořký měsíc – dabing ČT – Peter Coyote (Oscar)
- 2009 – TV film Umučení – dabing HBO – Ben Daniels (Caiaphas)
- 2009 – TV film Nic víc než sex – dabing ČT – Zoltán Seress (Péter)
- 2009 – TV film Líbej mne, hlupáčku – dabing ČT – Ray Walston (Orville Spooner)
- 2010 – TV film Wall Street: Peníze nikdy nespí – Josh Brolin (Bretton James)
- 2010 – TV film Varovný signál – dabing Prima – Sam Waterston (Cal Morse)
- 2010 – TV seriál Spartakus: Krev a písek – Peter Mensah (Doctore)
- 2010 – TV seriál Kriminálka Paříž – Philippe Caroit (Gilles Sagnac)
- 2010 – TV seriál Impérium - Mafie v Atlantic City – 1. série – Michael Shannon (agent Nelson Van Alden)[55]
- 2011 – TV film Velký skok – dabing HBO – Brian Stokes Mitchell (pan Watson)
- 2011 – TV film Pilot – dabing ČT – Sergio Castellitto (Massimo Teglio)
- 2011 – TV film Nepsaná dohoda – dabing ČT – Stéphane Hillel (Pleynel)
- 2011 – TV seriál Z archivu Sherlocka Holmese – dabing AXN – Jeremy Brett (Sherlock Holmes)
- 2011 – TV seriál Spartakus: Bohové arény – Peter Mensah (Doctore)
- 2011 – TV seriál Impérium - Mafie v Atlantic City – 2. série – Michael Shannon (agent Nelson Van Alden)[55]
- 2012 – TV seriál Sherlock – dabing AXN – 2. řada – díl Skandál v Belgravii – Todd Boyce (Neilson)[56]
- 2012 – TV film Rebelka – Craig Ferguson (Lord Macintosh)
- 2012 – TV film Profesionální manželka – dabing ČT – Fabrice Luchini (Robert Pujol)
- 2012 – TV film Králova řeč – dabing ČT – Geoffrey Rush (Lionel Logue)
- 2012 – TV film Knoflíková válka – François Morel (otec Bacaillé)
- 2012 – TV film Drive – Bryan Cranston (Shannon)
- 2012 – TV film Apokalypsa – dabing ČT – Marlon Brando (Walter E. Kurtz)
- 2012 – TV film Antikrist – dabing HBO – Willem Dafoe (muž)
- 2013 – TV seriál Na věky věků – Carlo Rota (Edmund)[57]
- 2013 – TV seriál Sherlock – dabing ČT – 2. série – díl Skandál v Belgravii – Danny Webb (Carter)[56]
- 2013 – TV film Konzultant – Javier Bardem (Reiner)[58]
- 2013 – TV film Arne Dahl: Misterioso – Claes Ljungmark (Viggo Norlander)[59]
- 2013 – TV film Arne Dahl: Zlá krev – Claes Ljungmark (Viggo Norlander)[60]
- 2013 – TV film Krátký film o zabíjení[61]

#### Překlad
- 200× – TV film Saturno Contro

### Rozhlas
- Český rozhlas Praha
  - 1988 – Ona, on a Harpagon[62]
- Český rozhlas
  - 19xx – Dětská pistole[63]
  - 1986 – Olin a lišky (Emil)[64]
  - 1988 – Neptej se a skákej[65]
  - 1989 – Snídaně s nočním hlídačem (Petr)[66]
  - 1989 – Duvalovo dědictví[67]
  - 1990 – Kdo byl Samuel Hahnemann (Holz)[68]
  - 2006 – Sváteční chvilky poezie – Klasici a mistři – Kytice, Holoubek a Zimní motivy[69]
- Český rozhlas 3 Vltava
  - 1983 – Sláva za oponou (Vojta)[70]
  - 1985 – Orfeus (poslíček / Franta, totálně nasazení v Drážďanech)[71]
  - 1985 – Kurs střelby ve ztížených podmínkách (taxikář)[72]
  - 1989 – Dívka a Buben (Reiska)[73][74]
  - 1989 – Delfy: Rozhlasový spotřební Oidipús (inženýr Rous)[75][76]
  - 1992 – Hodinový hoteliér (Ríša)
  - 2004 – Lord Jim (Francouz)
  - 2004 – Domeček pro panenky (Nora) (Rank)
  - 2009 – Statečnost politická[77]
  - 2013 – Psáno kurzívou – Kdo vítězí (čte)[78]
- Český rozhlas Hradec Králové
  - 2012 – Silvestr 2012 na ČRo Hradec Králové[79]
- Český rozhlas 2
  - 2013 – Nebyli jsme svatí (čte)[80]
- Český rozhlas Brno
  - 2013 – Psáno kurzívou – Kdo vítězí (čte)[78]

#### Hudba
- Český rozhlas
  - 1989 – Snídaně s nočním hlídačem[66]

## Divadlo

### Vybrané divadelní role
- Státní divadelní studio
  - 1978 – Každý něco pro vlast (Karel Jesenský, kladný sedlák)[81]
  - 1978 – Návod k použití (Starosta / hasič)[82]
  - 1978 – Tarelkinova smrt (Kačala a Šatala)[83]
  - 1979 – Hon na čarodějníka (Písař) – vystupoval v alternaci s M. Kratochvílem[84]
- Divadlo DISK
  - 1979 – Pomocník (Filadelfi) – divadelní představení na DAMU[85]
  - 1979 – Hrajeme Čechova – divadelní představení na DAMU[86]
  - 1980 – Lásky hra osudná (Brighella) – divadelní představení na DAMU[87]
- Městská divadla pražská (Divadlo ABC)
  - 1980 – Jak se stal Rumcajs loupežníkem (Volšovecek vodník) – vystupoval v alternaci s Jaroslavem Kaňkovským[88]
  - 1980 – Letní byt (Tognino)[89]
  - 1981 – Lesní panna aneb Cesta do Ameriky (Hiraly) – vystupoval v alternaci s Antonínem Brtounem[90]
  - 1981 – Champignolem proti své vůli (Celestin)[91]
  - 1982 – Muž z kraje la Mancha (Anselmo) – vystupoval v alternaci s Antonínem Brtounem[92]
  - 1984 – Sen noci svatojánské (Lysandr) – vystupoval v alternaci s Lukášem Vaculíkem[93]
  - 1984 – Trýzeň touhy šílené (Calandrio) – vystupoval v alternaci s Pavlem Rímským[94]
  - 1984 – Opera Mafioso (Olivetti) – vystupoval v alternaci se Stanislavem Fišerem[95]
  - 1985 – Těžká Barbora (druhý žoldnéř)[96]
  - 1986 – Svatá Jana (Dauphin (později Karel VII.)) – vystupoval v alternaci s Václavem Vydrou[97]
- Městská divadla pražská (Divadlo Rokoko)
  - 1982 – Srpnová neděle (Jirka) – vystupoval v alternaci s Davidem Vejražkou[98]
  - 1985 – Bláznivá ze Chailot (Pierre)[99]
  - 1986 – Krvavá svatba (Ženich)[100]
- Divadlo Viola
  - 1981 – Neobyčejnost lásky[101]
- Divadlo na Vinohradech
  - 1986 – Den delší než století (jeden z hlasů z kosmu)[102]
  - 1987 – Právníci (přítel dcery ministra)[103]
  - 1987 – Krysař (Krysař)[104]
  - 1987 – Jedno jaro v Paříži aneb Krvavá Henrietta (Petr)[105]
  - 1988 – Urmefisto (Postava zvaná Sebastian)[106]
  - 1988 – Pahorek (voj. Roberts)[107]
  - 1988 – Loupežník (Loupežník) – vystupoval v alternaci s Miroslavem Vladykou[108]
  - 1988 – Neobyčejný život (Svět podle Karla Čapka)[109]
  - 1989 – Mistr a Markétka (Ješua Ha-Nocri)[110]
  - 1990 – Léto v Nohantu (Maurice)[111]
  - 2002–2004 – Howard Katz / Howard Katz[112]
  - 2003 – Cesta Karla IV. do Francie a zpět / Karel V.[113]
  - 2004–2005 – Tomáš Becket aneb Čest boží / Tomáš Becket[114]
  - 2004 – Regina madre (Královna matka) (četl scénické poznámky a provázel italsky)[115]
  - 2004 – Ferdinando (Ferdinand) (četl scénické poznámky a provázel italsky)[116]
  - 2005–2006 – To pravé / Henry[117]
  - 2005–2006 – Král se baví / Chrlič[118]
  - 2006–2014 – Jistě, pane ministře (Ron Watson / Frank Weisel, politický poradce ministra) – v roli Rona Watsona vystupoval v alternaci s Ladislavem Potměšilem a Michalem Novotným a v roli Franka Weisela, politického poradce ministra, vystupoval v alternaci se Svatoplukem Skopalem[119][120][121]
  - 2007 – Bláznivá ze Chaillot (La Folle de Chaillot) / Prezident[122]
  - 2008–2010 – Višňový sad / Lopachin[123]
  - 2009–2010 – Vojcek / Hejtman[124]
  - 2010–2012 – Naprosto neuvěřitelná událost: Ženitba aneb Mene Tekel, méně Tekel! / Paní Tekla, dohazovačka[125]
  - 2010–2011 – Zámek (hlas Erlangera, Osvalda...) – vystupoval ze záznamu[126]
  - 2011–2014 – Cyrano!! Cyrano!! Cyrano!! Postmuzikál / Cyrano de Bergerac[127]
  - 2012–2013 – Byl jsem při tom – vystupoval ze záznamu
- Letní shakespearovské slavnosti
  - 2003–2005 – Hamlet (Claudius) – vystupoval v alternaci s Janem Vlasákem[128]
- Divadlo Palace
  - 2006–2012 – Kachna na pomerančích (Hugh Preston)[129]
  - 2013 – Apartmá v hotelu Plaza
- Národní divadlo Brno (Mahenovo divadlo)
  - Od 2013 – Králova řeč (Neville Chamberlain)[130]
- Divadlo Broadway
  - Od 2013 – Mata Hari – vystupuje v alternaci s Pavlem Soukupem a Markem Vašutem[131]

### Vybraná divadelní režie
- Divadlo na Vinohradech
  - 2006–2014 – Jistě, pane ministře[132]
  - 2007–2009 – Adina[133]
  - 2007–2011 – Famílie aneb Dědictví otců zachovej nám, Pane[134][135]
  - 2008 – Obchodník s deštěm[136]
  - 2009–2012 – Zkouška orchestru[137]
  - 2011–2012 – Caesar[138]
  - 2011–2013 – Apartmá v hotelu Plaza[139]
  - 2012–2013 – Byl jsem při tom[140]
- Divadlo Palace
  - 2006–2012 – Kachna na pomerančích[141]
  - Od 2013 – Apartmá v hotelu Plaza
- Klicperovo divadlo
  - 2007–2009 – Silnice[142]
- Národní divadlo Brno (Mahenovo divadlo)
  - Od 2013 – Králova řeč[130]

### Autor nebo spoluautor inscenací
- Divadlo na Vinohradech
  - 2009–2012 – Zkouška orchestru[137]
  - 2012–2013 – Byl jsem při tom – výtvarná spolupráce[140]

### Překlad
- Divadlo Bez zábradlí
  - Od 2013 – Jistě, pane premiére[143]

### Úprava
- Divadlo Palace
  - 2006–2012 – Kachna na pomerančích
- Divadlo na Vinohradech
  - 2007–2011 – Famílie aneb Dědictví otců zachovej nám, Pane[134][135]
  - 2011–2012 – Caesar[138]
- Klicperovo divadlo
  - 2007–2009 – Silnice[142]

### Hudba
- Divadlo na Vinohradech
  - 2005–2006 – Král se baví[118]

### Texty písní
- Divadlo Jiřího Wolkera (Studio Ypsilon)
  - 1987 – Tak jako tak neboli Takzvaný večer na přidanou[144]
- Divadlo na Vinohradech
  - 2005–2006 – Král se baví[118]